# TT van Tsjecho-Slowakije
De TT (Tourist Trophy) van Tsjecho-Slowakije was een internationale wegrace die in 1926 en 1927 werd georganiseerd. Daarna werd ze opgevolgd door de Grand Prix van Tsjecho-Slowakije.
De eerste Tsjecho-Slowaakse TT was al in 1925 gepland, maar ging toen niet door. In 1926 werd ze op een 22,4 km lang stratencircuit in Karlova Studánka in het district Okres Bruntál georganiseerd. In 1927 werd de race verplaatst naar een 8,96 km lange circuit op het militaire vliegveld Prag-Kbely. In 1928 werd daar ook de Grand Prix van Tsjecho-Slowakije gehouden, maar die werd al snel verplaatst naar de Masaryk-Ring. 

## Winnaars
| Editie | Datum         | Circuit          | Klasse | Winnaar                     |
| ------ | ------------- | ---------------- | ------ | --------------------------- |
| 1.     | 23 Juni 1926  | Karlova Studánka | 250 cc | Bohumil Maťha (BMW)         |
| 1.     | 23 Juni 1926  | Karlova Studánka | 350 cc | Alois Kraus (Royal Enfield) |
| 1.     | 23 Juni 1926  | Karlova Studánka | 500 cc | Rupert Karner (Sunbeam)     |
|        |               |                  |        |                             |
| 2.     | 12. Juni 1927 | Prag-Kbely       | 250 cc | Walfried Winkler (DKW)      |
| 2.     | 12. Juni 1927 | Prag-Kbely       | 350 cc | Karel Štěpán (Velocette)    |
| 2.     | 12. Juni 1927 | Prag-Kbely       | 500 cc | Toni Bauhofer (BMW)         |